# Élisabeth Behr-Sigel
Pour les articles homonymes, voir Behr et Sigel.
 (décembre 2022).
Élisabeth Behr-Sigel est une théologienne orthodoxe française, née Sigel le 21 juillet 1907 à Schiltigheim et morte le 26 novembre 2005 à Épinay-sur-Seine.

## Biographie
Élisabeth Behr-Sigel est née à Schiltigheim, dans la proche banlieue de Strasbourg, le 21 juillet 1907, d’un père luthérien appartenant à la bourgeoise locale, et d’une mère juive originaire de Bohême. Après l’école primaire où l’enseignement est dispensé en langue allemande dans l’Alsace occupée, elle entre en 1919 au lycée français de jeunes filles. 

### Découverte du christianisme
Ses parents étant détachés de toute pratique religieuses, c’est sous l’influence de camarades de classe qu’elle décide, en 1921, de faire sa confirmation dans l’Église luthérienne d’Alsace-Lorraine, où elle avait été baptisée. Vers l’âge de seize ans, elle adhère à la Fédération universelle des associations chrétiennes d’étudiants (FUACE), où elle côtoie des personnalités protestantes comme Suzanne de Dietrich et le pasteur Marc Boegner. Après son baccalauréat, elle s’inscrit à la faculté de philosophie de Strasbourg, où elle a pour condisciple le futur philosophe Emmanuel Levinas.

### Vers l'orthodoxie
Lorsque, en 1927, la faculté de théologie protestante de Strasbourg ouvre ses portes à des étudiantes, elle s’y inscrit. Elle y rencontre deux étudiants russes. L’un d’entre eux est le futur écrivain et philosophe Paul Fidler (1900-1983). Il lui fait connaître la philosophie religieuse russe du XIXe siècle, en particulier le théologien Alexis Khomiakov, qui avait entretenu un dialogue avec des théologiens protestants, et dont la théorie de la sobornost (qui voit l’unité ecclésiale libre accord des consciences dans la foi et l’amour) suscite l’enthousiasme de la jeune étudiante. 
Au printemps 1928, ses amis russes l’invitent à vivre, à Paris, la nuit de Pâques orthodoxe, célébrée à l’église Saint-Serge par le père Serge Boulgakov. Les matines de la Résurrection l’impressionnent fortement et lui donnent envie d’approfondir sa connaissance de l’Église orthodoxe. Elle décide alors de se rapprocher du milieu orthodoxe en continuant ses études de théologie à la faculté de théologie protestante de Paris.
D'autre part, ses amis l’introduisent dans le milieu de l’émigration russe, où elle rencontre notamment Paul Evdokimov (qui restera un de ses proches amis), Vladimir Lossky et Eugraphe Kovalevsky. Mais la rencontre décisive est celle du père Lev Gillet, un moine bénédictin reçu dans l’Église orthodoxe quelques mois plus tôt, et qui s’active à fonder une paroisse francophone. Fréquentant aussi l’Institut Saint-Serge, elle est fascinée par les cours du père Serge Boulgakov, dont la sophiologie sera le thème d’un de ses premiers articles, publiés dans la Revue d'histoire et de philosophie religieuses de la faculté de théologie protestante de Strasbourg en 1939.
De retour à Strasbourg à l’automne 1929, elle décide de s’unir à l’Église orthodoxe, et le 12 décembre, le père Lev Gillet, qui séjourne alors dans la capitale alsacienne, l’y reçoit par la chrismation, dans la chambre d’un étudiant en chimie d’origine russe, André Behr, qui deviendra son mari quatre ans plus tard,.

### Diplôme et pasteur
En 1930, Élisabeth Behr-Sigel séjourne en Allemagne pour travailler à son mémoire de maîtrise de théologie, ayant pour thème la sainteté russe. Elle bénéficie pour cela de l’aide de l’historien Georges Fédotov (ru), avec qui le père Lev Gillet l’a mise en contact. Ce sera l’ébauche de son premier livre, Prière et sainteté dans l’Église russe, qui paraîtra en chapitres séparés dans la revue Irénikon avant d’être publié en 1950 par les éditions du Cerf. Ses études terminées, elle revient en France en 1931 et se voit proposer par les autorités ecclésiastiques protestantes la fonction de pasteur auxiliaire dans la paroisse protestante de « Villé-Climont » (Bas-Rhin). Décision délicate à prendre car elle la première femme en France à être investie de cette charge. Finalement et sur le conseil des pères Gillet et Boulgakov, elle accepte.
Pendant huit mois elle exercera les fonctions pastorales dans cette communauté protestante, tout en restant membre de l’Église orthodoxe où elle a été reçue deux ans plus tôt.

### Mariage
Son mariage avec André Behr, en février 1933, célébré par le père Lev Gillet, lui fait abandonner sa charge pastorale, car elle doit alors suivre son époux qui a trouvé du travail comme ingénieur chimiste à Nancy. Le couple a trois enfants, Nadine (1934), Marianne (1936) et Nicolas (1944). Bien qu’occupée par ses tâches familiales, Élisabeth Behr-Sigel se rend fréquemment à Paris, où elle retrouve ses amis russes; elle fréquente à partir de 1936 la nouvelle paroisse francophone Notre-Dame-Joie-des-Affligés, et rend visite au père Lev Gillet, aumônier du foyer de la rue de Lourmel où mère Marie Skobtsov (1891-1945), future sainte Marie de Paris, exerce ses activités caritatives.

### Premières publications et thèse
De Nancy, Élisabeth Behr-Sigel échange une abondante correspondance avec le père Lev Gillet. Lorsqu'il part en 1938 pour Londres, il confie sa fille spirituelle au père Serge Boulgakov, qu'elle va voir chaque fois qu’elle se rend dans la capitale. Elle retrouve le père Lev Gillet lors voyages réguliers en Angleterre, à l’occasion des réunions du Fellowship of St Alban and St Sergius dont celui-ci est l’aumônier. En 1947, elle publie dans la revue Dieu vivant un article remarqué sur la prière à Jésus : « La Prière à Jésus ou le Mystère de la spiritualité monastique orthodoxe ». Elle continue son activité dans les milieux théologiques orthodoxes parisiens. Elle entreprend en 1951, à la Sorbonne, sous la direction du slaviste Pierre Pascal, une thèse sur le théologien russe du XIXe siècle Alexandre Boukharev. Le sujet lui a été suggéré par le père Serge Boulgakov; elle la soutiendra plus de vingt ans plus tard à l’université de Nancy et la publiera en 1977.

### Activités autour de l'orthodoxie
Elle rencontre périodiquement à Paris le père Lev Gillet qui vient donner des conférences au foyer de la CIMADE (organisation protestante d’aide aux réfugiés), dirigé par leur ami commun Paul Evdokimov à Massy. Elle est aussi en relation avec Eugraph Kovalevsky, qui cherche à fonder une Église catholique orthodoxe de France (ÉCOF). Avec Olivier Clément et d’autres, elle fait partie de la direction de la revue Contacts, qu’un membre de l’ÉCOF, Jean Balzon, a fondée en 1949. Tandis que l’ÉCOF s'éloignera successivement de toutes les Églises orthodoxes canoniques, la revue Contacts, en rassemblant des personnalités comme Olivier Clément, É. Behr-Sigel, le père Boris Bobrinskoy et Nicolas Lossky, deviendra l’un des principaux périodiques orthodoxes de langue française, marqué par une approche à la fois intellectuelle, moderniste et œcuméniste[réf. nécessaire]. É. Behr-Sigel y publiera jusqu'à la fin de sa vie nombre d'articles et de chroniques.
Ce groupe jettera aussi, dans les années 1960 les bases de la « Fraternité orthodoxe en Europe occidentale » avec l’ambition de promouvoir une orthodoxie locale dépassant les clivages juridictionnels et ethniques, s’ouvrant aux autres confessions chrétiennes et à la modernité ; il sera à l’origine de la création, en 1975, du S.O.P. (Service orthodoxe de presse), qui exprimera ses orientations et auquel Élisabeth Behr-Sigel apportera de nombreuses contributions.
Élisabeth Behr-Sigel est invitée à enseigner dans le cadre de cours par correspondance qu'organise le centre « Enotikon », fondé par Jean Balzon et lié étroitement à la revue Contacts. Ses cours portent sur la spiritualité orthodoxe ; ils seront publiés dans le volume Le lieu du cœur. Initiation à la spiritualité de l’Église orthodoxe (1989).  Elle donne aussi une conférence en Grèce pendant l'été 1963, à l’invitation de la fraternité Zoï (« Vie »); en 1965, elle anime en Terre Sainte et au Liban un pèlerinage Syndesmos (Fédération mondiale de la jeunesse orthodoxe monde) avec le père Lev Gillet qui en est très proche.
L'état de santé de son mari oblige É. Behr-Sigel à travailler. Elle trouve du travail dans l’enseignement, d'abord dans différentes villes éloignées de son domicile, avant d'être nommée à Nancy elle obtient en 1960, où elle forme à la philosophie et à la pédagogie les élève de l’École normale d’instituteurs. En 1969, son mari décède. 
L’année suivante, elle obtient sa mutation au Centre de recherche pédagogique de Beaumont-sur-Oise, au nord de Paris, et s'installe à Épinay-sur-Seine. À la retraite quelques années plus tard, elle devient marguillière de la paroisse francophone de la Très-Sainte-Trinité, dans la crypte de la cathédrale Saint-Alexandre-Nevsky, rue Daru. Elle participe aux diverses activités de la Fraternité orthodoxe, enseigne à l’Institut supérieur d'études œcuméniques (ISEO) nouvellement créé dans le cadre de l’Institut catholique.
À la suite de la première consultation de femmes orthodoxes organisée par le Conseil œcuménique des Églises au monastère roumain d’Agapia en 1976, elle engage une réflexion sur le thème de la place de la femme au sein de l’Église, qui donnera lieu à de nombreuses conférences (Ottawa, Tantur…) et à deux livres : Le Ministère de la femme dans l’Église (1987) et L’Ordination des femmes dans l’Église orthodoxe (1998). Elle reçoit dans cette orientation les encouragements du métropolite Émilianos Timiadis, du métropolite Antoine Bloom et de l’évêque Kallistos Ware. Elle devient alors, avec l’américaine Deborah Bellonick, l’une des principales voix des femmes au sein de l’orthodoxie occidentale et dans le mouvement œcuménique[réf. nécessaire], argumentant en faveur du rétablissement du diaconat féminin et de l’ordination des femmes.
Parallèlement elle s’engage dans l’Action des chrétiens pour l’abolition de la torture (ACAT), dont elle est longtemps la vice-présidente, et déploie une activité intense dans le cadre du mouvement œcuménique. En 1993 sous le titre Lev Gillet : un moine de l’Église d’Orient, elle consacre un gros volume à la vie et aux écrits et enseignements de son ami, le père Lev Gillet. L'ouvrage 
Elle meurt le 27 novembre 2005, âgée de 98 ans.

## Ouvrages
- Prière et sainteté dans l’Église russe, Cerf / Bellefontaine, 2010 (éd. augmentée) (1re éd. 1950), 248 p. (ISBN 978-2-855-89033-3)
- Alexandre Boukharev. Un théologien de l'Église orthodoxe en dialogue avec le monde moderne. Introduction et lettres à Valérien et Alexandra Lavrski. (préf. d'Olivier Clément) (Thèse de doctorat), Paris, Beauchesne, 1977, 164 p. (ISBN 978-2-701-02021-1, présentation en ligne)
- « La Prière à Jésus ou le Mystère de la spiritualité monastique orthodoxe », dans O. Clément, B. Bobrinskoy, E. Behr-Sigel, M. Lot-Borodine, La douloureuse joie. Aperçus sur la prière personnelle de l'Orient chrétien, Bellefontaine, 1999 (1re éd. 1981), 181 p. (ISBN 978-2-855-89971-8, lire en ligne)
- Le ministère de la femme dans l’Église, Cerf, 1987, 240 p. (ISBN 978-2-204-02777-9)
- Le Lieu du cœur. Initiation à la spiritualité de l’Église orthodoxe, Paris, Cerf, 2004 (1re éd. 1989), 160 p. (ISBN 978-2-204-04002-0)Prix Montyon 1990 de l’Académie française

- Un moine de l’Église d’Orient. Le Père Lev Gillet, Cerf, 2005 (1re éd. 1993), 640 p. (ISBN 978-2-204-04886-6)
- L'ordination des femmes dans l'Église orthodoxe (avec Mgr Kallistos Ware), Cerf, 1998, 96 p. (ISBN 978-2-204-05994-7).
- Discerner les signes des temps, Cerf, 2002, 174 p. (ISBN 978-2-204-07029-4, présentation en ligne)
- En marche vers l'unité (Édition établie et préfacée par Olga Lossky), Cerf, 2017, 352 p. (ISBN 978-2-204-11766-1, présentation en ligne)

Élisabeth Behr-Sigel est aussi l’auteur de près de deux cents articles et chroniques, dont certains sont repris dans ses livres.

### Sources biographiques
- Olga Lossky, Vers le jour sans déclin. Une vie d'Élisabeth Behr-Sigel (1907-2005), Paris, Cerf, 2007, 464 p.
- Olga Lossky, « Une chrétienne engagée au cœur de son époque »
- Élisabeth Behr-Sigel, « Mon itinéraire »
- Hommages lors de son décès

### Études
- Contacts, Vol. 59, No 220, 2007: numéro consacré à la vie et la pensée d'Élisabeth Behr-Sigel. Articles de Boris Bobrinskoy, Michel Evdokimov, Michael Plekon (en), Paul Ladouceur, Dom Emmanuel Lanne, Mère Éliane Poirot, Guy Aurenche, Anne-Marie Graffion, Amal Dibo, Michel Stavrou, Étienne Arnould et Olga Lossky.
- Paul Ladouceur, « Amour en Christ : Le père Lev Gillet et Élisabeth Behr-Sigel », Logos (Ottawa), Vol. 51, No 1-2, 2010.
- Christian Wolff, « Élisabeth Charlotte Behr-Sigel », in Nouveau dictionnaire de biographie alsacienne, vol. 48, p. 5059